# Puccinia circaeae
Puccinia circaeae (F. Strauss) DC. – gatunek grzybów z rodziny rdzowatych (Pucciniaceae). Grzyb mikroskopijny pasożytujący na niektórych gatunkach czartaw (Circaea). Wywołuje u nich chorobę zwaną rdzą.

## Systematyka i nazewnictwo
Pozycja w klasyfikacji według Index Fungorum: Puccinia, Pucciniaceae, Pucciniales, Incertae sedis, Pucciniomycetes, Pucciniomycotina, Basidiomycota, Fungi.
Synonimy:
- Dicaeoma circaeae (Pers.) Kuntze 1898
- Leptopuccinia circaeae (Pers.) Syd. 1922
- Micropuccinia circaeae (Pers.) Arthur & H.S. Jacks. 1921

## Morfologia i rozwój
Monofag i pasożyt jednodomowy, tzn. że cały jej cykl życiowy przebiega na jednym tylko żywicielu. Jest też rdzą niepełnocyklową – wytwarza tylko jeden rodzaj zarodników – teliospory.
Na czartawach występuje jeszcze drugi gatunek z rodzaju Puccinia – Puccinia circaeae-caricis. Jest to pasożyt dwudomowy. Na czartawach tworzy ecja i spermogonia, zaś uredinia i telia tworzy na niektórych gatunkach turzyc (Carex).

## Występowanie i siedlisko
Występuje w Ameryce Północnej, Europie i Azji. Zanotowano jego telia na czartawie pospolitej (Circaea lutetiana), czartawie drobnej (Circaea alpina), ich mieszańcu Circaea lutetiana × alpina i Circaeae erubescens.